# Artéria de Percheron
A artéria de Percheron é uma rara variante anatômica da vascularização do cérebro, na qual um único tronco arterial surge a partir da artéria cerebral posterior para irrigar duas estruturas cerebrais, os tálamos e o mesencéfalo.
Os tálamos e do mesencéfalo possuem um complexo sistema de irrigação sanguínea, com um grande número de artérias e suas funções incluem a regulação da consciência, do sono e do despertar. Oclusões vasculares na artéria de Percheron, como um coágulo, por exemplo, podem resultar em um infarto de circulação posterior, prejudicando estruturas em ambos os lados do cérebro. Isso causaria um perturbador distúrbio do sono no qual o paciente não consegue acordar.

## História
A artéria de Percheron foi descrita pela primeira vez em 1973 pelo médico e pesquisador francês Gerard Percheron.